# Marvin (Karolina Północna)
Marvin – wieś w Stanach Zjednoczonych, w stanie Karolina Północna, w hrabstwie Union.